# Calaphis alni
Calaphis alni är en insektsart som beskrevs av Baker, A.C. 1916. Calaphis alni ingår i släktet Calaphis och familjen långrörsbladlöss. Inga underarter finns listade i Catalogue of Life.